# Ерік Гейрі
Ерік Метью Гейрі (англ. Eric Matthew Gairy; 18 лютого 1922 — 23 серпня 1997) — політичний діяч Гренади, прем'єр-міністр країни у 1961–1962 та 1967–1979 роках.

## Життєпис
З 1949 року був відомим профспілковим діячем. Керував політичним життям Гренади, починаючи з 1950-их років як профспілковий лідер і міністр. Вважається одним з організаторів і лобістів процесу надання острову незалежності 1974 року.
Його перебування на посту прем'єр-міністра відзначалось пресингом політичних опонентів, посиленням режиму особистої влади й активністю напіввійськових формувань, що застосовувались для фізичних розправ з опонентами. 1979 року був усунутий від влади в результаті державного перевороту, поки був відсутнім у країні, вирушивши на засідання ООН, де мав намір виголосити промову щодо феномену НЛО.
Після подій 1979 року отримав політичний притулок у США. Після американської інтервенції 1983 року повернувся на батьківщину, відновив свою партію та кілька разів без особливих успіхів брав участь у виборах.